# Isoetes tuckermanii
Isoetes tuckermanii là một loài dương xỉ trong họ Isoetaceae. Loài này được A. Braun ex Engelm. mô tả khoa học đầu tiên năm 1867.